# Super Mario RPG: Legend of the Seven Stars
Super Mario RPG: The Legend of the Seven Stars es un videojuego de rol desarrollado por Square y publicado por Nintendo para la Super Nintendo en 1996. Es el penúltimo videojuego de Mario publicado para SNES, y el último de Mario es ser lanzado en la consola para América. El título ha sido dirigido por Chihiro Fujioka y Yoshihiko Maekawa, producido por Shigeru Miyamoto y con música de Yoko Shimomura.
La historia se centra en Mario y sus amigos en su intento de derrotar a Smithy, quien se estrelló contra su mundo y robó las siete estrellas fragmento de la Vía Estelar. Super Mario RPG es el primer juego de rol de la franquicia de Mario, basado en los principales elementos de las franquicias de videojuegos de rol de Square, como Final Fantasy. La forma principal de luchar contra los enemigos es el combate por turnos con un grupo de hasta tres personajes. También es el primero de la franquicia que tiene jugabilidad dentro de un entorno 3D isométrico, lo que permite una nueva variedad de elementos de exploración y plataformas que recuerdan a la serie Super Mario.
Super Mario RPG tuvo aclamaciones por parte de la crítica y particularmente elogiado por su humor y gráficos en 3D. Ha sido la inspiración para otras series de rol de Nintendo, Paper Mario y Mario & Luigi, y ambos son sucesores espirituales que conservan algunos elementos. Se lanzó en el servicio de la consola virtual de Wii en 2008, marcando su debut en Europa y Australia, y luego para la consola virtual de Wii U en 2015. También se incluyó con la SNES Classic Edition en 2017. 
Un remake desarrollado por ArtePiazza para la Nintendo Switch se lanzó en todo el mundo el 17 de noviembre de 2023 y recibió críticas positivas de la crítica.

## Jugabilidad
Super Mario RPG contiene similitudes simbólicas con otros videojuegos desarrollados por Square, como la serie Final Fantasy, junto con una historia y una jugabilidad basadas en la serie de juegos de plataformas Super Mario Bros. Como la mayoría de los JRPG tradicionales, las dos secciones principales son las aventuras y las secuencias de batalla por turnos. Gran parte de la jugabilidad de Super Mario RPG está fuera de las batallas de monstruos y se juega como un título de plataformas en 3D isométrico, en el que destacan los elementos tradicionales de Mario, como perforar bloques de preguntas flotantes desde abajo. No hay encuentros aleatorios y, como tales, los enemigos son visibles en el campo; se produce una batalla solo si Mario entra en contacto con uno. Esto le permite al jugador evadir batallas innecesarias.
El grupo inicialmente comienza solo con Mario y crece a cinco personajes. El protagonista y hasta otros dos miembros participan en batallas, quienes pueden ser intercambiados mientras el usuario explora el supramundo. Cada uno de los cinco personajes tiene un conjunto único de ataques y técnicas. Por ejemplo, las habilidades de Princess Peach son principalmente técnicas de curación, mientras que Geno y Bowser tienen ataques ofensivos que causan grandes cantidades de daño. El combate se basa en un sistema de batalla tradicional por turnos con la adición de comandos de acción que amplifican los efectos de un movimiento. El jugador comienza cada turno eligiendo atacar, defender, correr, usar un elemento o realizar magia desde el menú de combate. El comando de acción consiste en presionar botones cronometrados durante un ataque, movimiento especial, defensa o uso de elementos, que se convirtió en un pilar de los vidrojuegos de rol de  la serie posteriores.

## Historia

### Personajes y ambientación
El mundo del juego se desarrolla en una tierra geográficamente diversa, que incluye montañas, bosques y cuerpos de agua. Cada región tiene características distintas que tienen sus habitantes; el Reino Champiñón está habitado por Toads, Villatopo está habitado por topos, Monstroburgo está poblado por monstruos reformados, la Isla de Yoshi es donde residen Yoshi y su especie homónima, y el Reino de Nimbus es un área habitada por gente de las nubes. El Castillo de Bowser es otro lugar destacado, ya que contiene el portal al mundo natal de la Banda de Smithy.
Como en la mayoría de los videojuegos de Super Mario, el protagonista principal es Mario, cuyo objetivo inicial es rescatar a la Princesa Peach de Bowser. Poco después del comienzo de su viaje, la Banda de Smihy, los principales antagonistas, invaden el mundo. Mientras intenta detener al grupo, Mario se une a Mallow, un niño nube que cree que es un renacuajo; Geno, un muñeco poseído por un espíritu celestial de la Vía Estelar; Bowser, cuyos ejércitos lo han abandonado por miedo a la Banda de Smithy; y la Princesa Peach, que se perdió en la confusión que se produjo cuando llegó el villano. La Banda de Smithy está dirigida por Smithy, un herrero robótico de una dimensión alternativa con aspiraciones de dominación mundial.

### Trama
Un día, Mario parte una vez más para rescatar a la princesa Peach del rey Bowser en su castillo. Durante su batalla, una espada viviente gigante llamada Exor cae del cielo, atraviesa el camino de la estrella (un camino que ayuda a conceder los deseos de las personas) y choca contra el castillo de Bowser, enviando a Mario, Peach y Bowser volando en diferentes direcciones, además de dispersar las siete estrellas fragmento. El protagonista aterriza en su casa y se encuentra con Toad, quien le dice que tiene que rescatar a Peach. Regresa al castillo de Bowser, pero Exor destruye el puente y le impide entrar. Mario se dirige al Reino Champiñón, donde se encuentra con un «renacuajo» llamado Mallow que se dispuso a recuperar una moneda rana especial robada por el ladrón local Croco. Después de que Mario lo ayuda a recuperar la moneda de la rana, regresan al Reino Champiñón para descubrir que está invadido por la Banda de Fraguo, seguidores del malvado rey herrero robótico. Mario y Mallow ingresan al castillo para derrotar al jefe de la pandilla Claymorton, y luego encuentran una misteriosa estrella fragmento. Mallow acompaña a Mario al Estanque Renacuajo para que puedan recibir consejos de Ranisapio, el abuelo de Mallow. Él revela que Mallow no es realmente un renacuajo y dice que debería unirse a Mario en una búsqueda para encontrar las siete estrellas fragmento, así como a los verdaderos padres de Mallow.
El dúo viaja a Rosedal, donde conocen a un espíritu estelar que ha animado y tomado el control de un muñeco de madera llamado Geno. Después de luchar contra la criatura con forma de arco Arquelio, que está inmovilizando a los residentes de Rosedal con sus flechas, recuperan otra estrella fragmento. Geno se une a Mario y le revela que la estrella fragmento es parte de la Vía Estelar destrozada, donde normalmente reside. A este se le ha encomendado la tarea de reparar la Vía Estelar y derrotar a Fraguo, para que los deseos del mundo puedan volver a ser escuchados. El trío finalmente se dirige a la Torre de Costarugo, el hogar del excéntrico propietario de un lugar de entretenimiento, Costarugo, donde se encuentran con Bowser, cuyos secuaces lo han abandonado. Él le pide a regañadientes a Mario que lo ayude a recuperar su castillo; el protagonista está de acuerdo, lo que le permite salvar las apariencias fingiendo que se unirá al ejército de Bowser, y Bowser se une al grupo. El nuevo equipo intercepta a la princesa Peach justo antes de que la obliguen a casarse con Costarugo, pero resulta que la boda no fue real; Costarugo, sin tener idea de lo que es un matrimonio en realidad, pensó que era una fiesta divertida y abruptamente regresa a casa después de devorar el pastel.
Después de su rescate, la princesa regresa a casa en el Reino Champiñón solo para luego decidir unirse al grupo mientras su abuela toma su lugar disfrazada. Después de reunir cinco estrellas fragmento, buscan en el Reino de Nimbus. Un fabricante de estatuas les informa que Valentina tiene cautivos a los gobernantes del Reino de Nimbus y que su compañero Dodo se hace pasar por el príncipe. Dodo haría de Valentina su reina. El creador de la estatua reconoce a Mallow como el verdadero príncipe, luego disfraza a Mario como una estatua para infiltrarse en el castillo. Allí derrotan a Valentina y Dodo. El rey y la reina recién liberados, sus padres, informan al grupo que vieron caer una estrella en el volcán cercano.
Después de viajar al Volcán Flamígero para obtener la sexta estrella fragmento, el grupo de Mario se entera de que la última estrella fragmento debe estar en manos de Fraguo en el castillo de Bowser. Se abren camino a través de los enemigos reunidos para entrar al castillo, donde descubren que Exor es en realidad una puerta de entrada a la fábrica de Fraguo, el lugar donde él produce en masa su ejército. Mario y compañía cruzan, encuentran el corazón de la fábrica y lo derrotar, lo que detiene la creación de su ejército y hace que Exor desaparezca. Las estrella recolectados se usan para reparar la Vía Estelar, Geno regresa a la Vía Estelar, Bowser reconstruye su castillo con su ejército recién reformado, Mallow recupera su título legítimo como príncipe del Reino de Nimbus, y Mario y la Princesa Peach regresan al Reino Champiñón para celebrar su victoria.

## Desarrollo

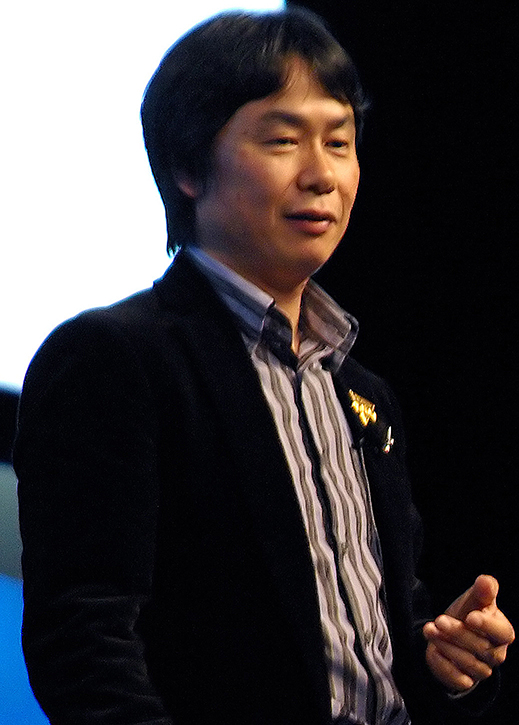
Shigeru Miyamoto (fotografiado en 2007) fue el productor de Super Mario RPG

Según Yoshio Hongo de Nintendo, Super Mario RPG surgió del deseo de Shigeru Miyamoto de hacer un juego de rol con Mario, además del deseo de Square de desarrollar un videojuego de rol que pudiera funcionar mejor fuera de Japón que sus títulos anteriores. El desarrollo comenzó a principios de 1994 después de una reunión de negocios entre Nintendo y Square. La primera fase se dedicó a decidir un sistema básico, mientras que la vista isométrica se eligió para ayudar a dar vida al mundo. Para ayudar a que encajara con la serie Mario, se hizo para estar más centrado en la acción y el movimiento en comparación con otros títulos de rol de Square. El desarrollo comenzó en serio durante el segundo trimestre de 1995, cuando se estaban implementando la programación, los eventos de la historia y los datos gráficos.
El videojuego se presentó oficialmente por el creador y productor del personaje Shigeru Miyamoto y el codirector Chihiro Fujioka en el evento V-Jump Festival de 1995 en Japón. Él lideró equipos en Nintendo y Square, quienes pasaron más de un año desarrollando los gráficos. La historia tiene lugar en un Reino Champiñón recién renderizado basado en la serie Super Mario Bros. Square informó que la entrega estaba completo en un 70% en octubre de 1995. Los desarrolladores crearon los elementos interiores como columnas, escaleras y elementos exteriores con técnicas avanzadas de modelado por computadora. Se utilizaron efectos de iluminación especiales para crear sombras y reflejos destinados a mejorar los elementos 3D. Shinya Takahashi, quien más tarde se convertiría en director de Nintendo SPD y Nintendo EPD, diseñó los modelos CG. Con la guía de Miyamoto, Square lo desarrolló, combinando aspectos de juegos de rol de entregas anteriores de Square como Final Fantasy VI con los elementos de plataformas de los títulos de Nintendo. La serie Final Fantasy de Square ha sido el modelo para las secuencias de batalla, mientras que la tradición de los videojuegos de la serie exigía mucha acción. La habilidad de Mario para trotar en ocho direcciones y saltar hacia arriba o hacia abajo en una perspectiva de tres cuartos le dio un rango de movimiento (relativamente) amplio. Al completar el 70%, la combinación de elementos de juego de aventura y acción lo colocó en una categoría más cercana a The Legend of Zelda: A Link to the Past.
Cuando Nintendo of America recibió una versión completa al 60% en noviembre, el personal se sorprendió por la inclusión de un sistema de batalla RPG. Las pantallas de batalla, usando sprites renderizados previamente como en el resto del juego, incluían animaciones de ataque de armas equipadas. En diciembre, un mayor desarrollo y mejoras en el título retrasaron la traducción. Por ejemplo, el canciller, que es nombrado Mushroom Retainer en Japón, se llamó el «Ministro» en América del Norte. Los planes continuaron hasta febrero para la versión norteamericana, cambiando el pronóstico de la fecha de lanzamiento de invierno a primavera.
La banda sonora ha sido compuesta por Yoko Shimomura, quien incorporó arreglos musicales de Koji Kondo de Super Mario Bros., y tres temas de Nobuo Uematsu de Final Fantasy IV. Considera la partitura de Super Mario RPG como uno de los puntos de inflexión en su carrera como compositora. La música fue lanzada como un álbum de banda sonora de dos discos en Japón por NTT Publishing el 25 de marzo de 1996, titulado Super Mario RPG Original Sound Version.
Super Mario RPG: The Legend of the Seven Stars es uno de los siete únicos videojuegos de SNES lanzados fuera de Japón que utilizan el chip Nintendo SA-1. En comparación con los juegos estándar de la consola, el microprocesador adicional permite estas características: velocidades de reloj más altas; acceso más rápido a la memoria de acceso aleatorio (RAM); mayores capacidades de mapeo de memoria, almacenamiento y compresión de datos; nuevos modos de acceso directo a memoria (DMA), como transferencia de mapa de bits a plano de bits; y bloqueo CIC incorporado para protección contra piratería y control de marketing regional. No se lanzó en la región PAL; los representantes de Nintendo mencionaron que era por la necesidad de optimizarlo para televisores de esa región y traducirlo a varios idiomas.

## Lanzamiento
Super Mario RPG se convirtió en el último juego de Super Nintendo lanzado por Square en Estados Unidos, con Treasure of the Rudras y Treasure Hunter G como los últimos lanzados en Japón. El título se lanzó en la consola virtual para Wii en Japón el 24 de junio de 2008. Llegó por primera vez en Europa y Australia el 22 de agosto de 2008 en la consola virtual, como parte del tercer Festival Hanabi. (un período en el que varios videojuegos que anteriormente no estaban disponibles en Europa se lanzan en el servicio). Fue lanzado en Norteamérica el 1 de septiembre de 2008, con la distinción de ser el juego número 250 de la Consola Virtual lanzado en esa región. Super Mario RPG se lanzó en la consola virtual para Wii U en Japón el 5 de agosto de 2015, en Europa y Australia el 24 de diciembre de 2015 y en Norteamérica el 30 de junio de 2016. También se incluyó en la Super NES Classic Edition en 2017.

## Recepción
El público japonés recibió bien a Super Mario RPG con 1,47 millones de copias vendidas, lo que lo convirtió en el tercer juego más vendido en Japón en 1996. Sus ventas en Estados Unidos superaron las expectativas de Nintendo. Para su lanzamiento a mediados de mayo de 1996, la empresa envió 300.000 unidades a los minoristas; Nintendo estimó una venta total de más de 200.000 unidades en un mes en las estanterías. Un representante de la compañía dijo que «el título está en camino de superar fácilmente nuestro objetivo de 500.000, y fácilmente podría convertirse en un millón de vendedores al final de este año calendario». Para el 24 de agosto, había sido el videojuego más alquilado en los Estados Unidos durante 14 semanas seguidas. Llegó a ser el sexto más vendido de 1996 en Estados Unidos.
Super Mario RPG recibió críticas positivas. Aunque algunos críticos criticaron su sistema de batalla y sus personajes, obtuvo elogios por sus gráficos y, en particular, por su humor. La reseña de Nintendo Power comentó que los «excelentes» gráficos 3D ayudaron a que atrajera a una audiencia mucho más amplia que la mayoría de los juegos de rol tradicionales. En marzo de 1997, la revista lo nominó para varios premios, incluido «Mejores gráficos», en un concurso de elección del jugador, aunque Super Mario 64 ganó como «Mejores gráficos». Electronic Gaming Monthly elogió los gráficos y afirmó que son «los mejores vistos en Super NES». Scary Larry de GamePro le dio un perfecto 5/5 en las cuatro categorías (gráficos, sonido, control y factor de diversión) y elogió los enemigos renderizados, las cinemáticas y las animaciones de hechizos.
1UP.com afirmó que el elemento gráfico es «lo suficientemente fuerte como para parecerse a una entrega de Mario pero aún conserva el tema del juego de rol al mismo tiempo», y Electronic Gaming Monthly comentó que las imágenes son «típicas de Nintendo, usando imágenes limpias y gráficos coloridos junto con una bonita animación». El editor de RPGamer, Derek Cavin, calificó los fondos de «hermosos» y afirmó que «traen perfectamente el Reino Champiñón y sus alrededores a 3D». Skyler Miller de Allgame afirmó que los gráficos son «absolutamente excepcionales, con imágenes coloridas renderizadas en 3D que alguna vez parecían imposibles en Super NES. Esta es definitivamente la marca de agua más alta para gráficos 3D en cualquier sistema de 16 bits». El editor también calificó la música como «bastante extraordinaria» y que las canciones «coinciden con el estado de ánimo del entorno». En el relanzamiento de la consola virtual, la reseña de Lucas Thomas de IGN sobre Super Mario RPG afirmó que la experiencia «se completa con una historia convincente, una actitud humorística y una variedad de minijuegos intercalados que interrumpen la acción aventurera». La publicación también afirmó que la banda sonora es «espectacular y un placer escucharla» y los gráficos «aprovecharon al máximo la tecnología de 16 bits del sistema y se ven geniales».
Cavin dijo que la mayoría de las mecánicas del sistema de batalla «no son muy originales» y también criticó la «falta de una historia unificada». Por el contrario, un crítico de Next Generation encontró que el sistema de batalla difería sorprendentemente de la tradición y se alegró de que «los elementos que se destacan de la fórmula tradicional son los que hacen de este un título de la serie reconocible». Escribió que la jugabilidad era lo suficientemente compleja como para desafiar incluso a los jugadores de videojuegos de rol veteranos, pero lo suficientemente simple como para no alienar a los recién llegados al género. Scary Larry dijo de manera similar que «debería complacer tanto a los fanáticos acérrimos de los juegos de rol como a los jugadores novatos», ya que es realmente difícil y ofrece un valor de repetición considerable en forma de misiones secundarias y características adicionales como los niveles de música de Toadofsky. También encontró que el humor y la resolución de acertijos característicos de Squaresoft eran tan excepcionales como siempre. Miller comentó que después de participar en muchas batallas, «la música de la batalla se vuelve monótona» y que una vez finalizado, «no hay sorpresas que descubrir la segunda vez». Mientras que 1UP.com afirmó que «los personajes parecen demasiado infantiles para los usuarios mayores», Next Generation dijo que «se mantiene unido por la fuerza de sus personajes y su mundo bien desarrollado».
En 2009, Official Nintendo Magazine lo clasificó en el puesto 34 en una lista de los mejores videojuegos de Nintendo. Los editores de Electronic Gaming Monthly nombraron a Super Mario RPG como segundo lugar tanto en Juego del año de Super Nintendo (detrás de Tetris Attack) como en Juego de rol del año (detrás de Blood Omen: Legacy of Kain). En 2018, Complex lo clasificó en el octavo lugar en su lista «Los mejores titulos de Super Nintendo de todos los tiempos». En 2023, Time Extension lo incluyó en su lista de «Mejores JRPG de todos los tiempos».

## Legado
Super Mario RPG apareció en listas de «mejores juegos de todos los tiempos» seleccionadas por los lectores, como en el puesto 30 en IGN, y en listas de «mejores vidrojuegos de todos los tiempos» seleccionadas por los críticos, como en el puesto 26 en Electronic Gaming Monthly.
La entrega no tiene una secuela directa pero estableció convenciones para sus sucesores temáticos y espirituales, las series Paper Mario y Mario & Luigi. Nintendo anunció originalmente una secuela titulado Super Mario RPG 2 para la 64DD que pasó a llamarse Paper Mario antes de su lanzamiento en Nintendo 64. Tanto Fujioka como Maekawa trabajaron en AlphaDream y participaron de manera práctica en casi todas las entradas de la serie Mario & Luigi. Yoko Shimomura también regresó, habiendo compuesto la banda sonora de cada título. Mario & Luigi: Superstar Saga presenta un cameo de Geno en uno de los minijuegos, y los créditos finales mencionan a Square Enix como propietario de los derechos de autor del personaje; este cameo fue eliminado para la nueva versión para Nintendo 3DS. Después de acumular una enorme deuda en marzo de 2018, AlphaDream se declaró en quiebra en octubre de 2019, dejando el futuro de la serie en el limbo, hasta 2024 cuando la serie revivió con el lanzamiento de Mario & Luigi: Brothership, desarrollado por Acquire pero con la colaboración de antiguos miembro de AlphaDream.
Varias ubicaciones y personajes del juego aparecen en el libro infantil Mario and the Incredible Rescue publicado por Scholastic en 2006. Aunque su único papel protagónico en un videojuego fue en Super Mario RPG, Masahiro Sakurai agregó al personaje favorito de los fanáticos, Geno, como un disfraz de Mii Fighter a la serie de títulos de lucha cruzados Super Smash Bros. como DLC de pago, atribuyendo su inclusión a su cañón de brazo. Este se encuentra entre los 21 juegos preinstalados en Super NES Classic Edition en todas las regiones, lanzado en septiembre de 2017.

## Remake
Se anunció un remake de Super Mario RPG para Nintendo Switch en junio de 2023 y se lanzó el 17 de noviembre de 2023. Ha sido desarrollado con el motor Unity por ArtePiazza, que anteriormente trabajó en juegos de la serie Dragon Quest de Square Enix. Cuenta con gráficos en tercera dimensión completos y la opción de cambiar entre la música original y una banda sonora recién arreglada por Shimomura. Las nuevas mecánicas de batalla incluyen la capacidad de dañar a todos los enemigos al realizar comandos de acción perfectos y poderosas «técnicas triples» realizadas después de construir un indicador usando comandos de acción exitosos. Otras adiciones incluyen una configuración de dificultad más fácil, un bestiario para ver los enemigos que el jugador ha encontrado y revanchas de jefes más difíciles desbloqueadas después de completar el juego. Recibió «críticas generalmente favorables» en Metacritic, y el 98% de los críticos lo recomiendan en OpenCritic.